# Liste der Pfarren im Dekanat St. Georgen
Das Dekanat St. Georgen ist ein Dekanat der römisch-katholischen Erzdiözese Salzburg.

## Pfarren mit Kirchengebäuden
| Ort                        | Pfarrverband                                                            | Ink.                | Seit      | Patrozinium                           | Kirchengebäude                                                         | Bild |
| Anthering                  | Anthering – Maria Bühel – Nußdorf am Haunsberg – Oberndorf bei Salzburg |                     | 1857      | Mariä Himmelfahrt                     | Pfarrkirche Anthering                                                  |      |
| Bürmoos                    | Bürmoos – Dorfbeuern – Lamprechtshausen – St. Georgen bei Salzburg      |                     | 1959      | Hl. Josef der Arbeiter                | Pfarrkirche Bürmoos                                                    |      |
| Dorfbeuern                 | Bürmoos – Dorfbeuern – Lamprechtshausen – St. Georgen bei Salzburg      | Michaelbeuern (OSB) | 1229      | Hll. Nikolaus und Johannes der Täufer | Pfarrkirche Dorfbeuern                                                 |      |
| Lamprechtshausen           | Bürmoos – Dorfbeuern – Lamprechtshausen – St. Georgen bei Salzburg      |                     | 8./9. Jh. | Hl. Martin                            | Pfarrkirche Lamprechtshausen Wallfahrtskirche Maria im Mösl            |      |
| Oberndorf bei Salzburg     | Anthering – Maria Bühel – Nußdorf am Haunsberg – Oberndorf bei Salzburg |                     | 1663      | Mariä Heimsuchung                     | Wallfahrtskirche Maria Bühel                                           |      |
| Nußdorf am Haunsberg       | Anthering – Maria Bühel – Nußdorf am Haunsberg – Oberndorf bei Salzburg |                     | 1867      | Hl. Georg                             | Pfarrkirche Nußdorf am Haunsberg Filialkirche St. Pankraz am Haunsberg |      |
| Oberndorf bei Salzburg     | Anthering – Maria Bühel – Nußdorf am Haunsberg – Oberndorf bei Salzburg |                     | 1816      | Hl. Nikolaus                          | Pfarrkirche Oberndorf bei Salzburg                                     |      |
| Sankt Georgen bei Salzburg | Bürmoos – Dorfbeuern – Lamprechtshausen – St. Georgen bei Salzburg      |                     | 1297      | Hl. Georg                             | Pfarrkirche St. Georgen bei Salzburg Filialkirche Untereching          |      |

## Dekanat St. Georgen
Das Dekanat umfasst sieben Pfarren und eine Wallfahrtskirche. Die Pfarren bilden zwei Pfarrverbände.
- Liste der Dekanate der Erzdiözese Salzburg

## Dechanten
- 1992–2004 Ignaz Binggl, Pfarrer in St. Georgen bei Salzburg[1]
- seit 2004 Nikolaus Erber, Pfarrer in Oberndorf[2][3]